# Chris Richards
Christopher Jeffrey Richards, detto Chris (Birmingham, 28 marzo 2000) è un calciatore statunitense, difensore del Crystal Palace e della nazionale statunitense.

## Caratteristiche tecniche
È un difensore centrale in possesso di una notevole stazza fisica, tuttavia dispone di una buona velocità e una buona capacità di impostare il gioco dalla difesa che lo rende schierabile come terzino destro.

## Carriera

### Club
Cresciuto nel settore giovanile del FC Dallas, il 9 luglio 2018 è stato acquistato in prestito semestrale dal Bayern Monaco per poi essere acquistato nella sessione invernale per 5 milioni e 300 mila euro. Debutta con il Bayern Monaco II in 3. Liga il 19 agosto 2018 contro l'Hallescher (1-2). Segna il suo primo gol il 3 novembre nella sconfitta esterne per 5-3 contro il Meppen. In due stagioni totalizza 38 presenze mettendo a segno 4 gol.
Il 20 giugno 2020, alla penultima giornata di campionato, fa il suo debutto con il Bayern Monaco nella vittoria in casa contro il Friburgo. Il 25 novembre fa il suo debutto in Champions League, da titolare, contro la Lokomotiv Mosca.
A gennaio, viene ceduto in prestito all'Hoffenheim dove fa il suo debutto il 7 febbraio contro l'Eintracht Francoforte, mentre undici giorni fa la sua prima presenza anche in Europa League nell'andata del Turno Intermedio contro il Molde (3-3). L'anno successivo viene rinnovato il prestito. Lo statunitense trova il suo primo gol l'11 dicembre contro il Friburgo.
Il 27 luglio 2022 viene ceduto a titolo definitivo al Crystal Palace.. Fa il suo esordio il 15 agosto nel pareggio esterno contro il Liverpool (1-1).

### Nazionale
Nel 2018 con la nazionale Under-20 statunitense ha preso parte al campionato nordamericano Under-20 2018. Esordisce con la nazionale maggiore il 16 novembre 2020 in amichevole contro il Panama (6-2). Trova la sua prima rete nella finale di CONCACAF Nations League contro il Canada vinta per 2-0.

## Statistiche

### Presenze e reti nei club
Statistiche aggiornate al 4 luglio 2025.
| Stagione                | Squadra                 | Campionato              | Campionato | Campionato | Coppe nazionali | Coppe nazionali | Coppe nazionali | Coppe continentali | Coppe continentali | Coppe continentali | Altre coppe | Altre coppe | Altre coppe | Totale | Totale |
| Stagione                | Squadra                 | Comp                    | Pres       | Reti       | Comp            | Pres            | Reti            | Comp               | Pres               | Reti               | Comp        | Pres        | Reti        | Pres   | Reti   |
| ----------------------- | ----------------------- | ----------------------- | ---------- | ---------- | --------------- | --------------- | --------------- | ------------------ | ------------------ | ------------------ | ----------- | ----------- | ----------- | ------ | ------ |
| 2019-2020               | Bayern Monaco II        | 3L                      | 30         | 4          | -               | -               | -               | -                  | -                  | -                  | -           | -           | -           | 30     | 4      |
| 2020-2021               | Bayern Monaco II        | 3L                      | 8          | 0          | -               | -               | -               | -                  | -                  | -                  | -           | -           | -           | 8      | 0      |
| Totale Bayern Monaco II | Totale Bayern Monaco II | Totale Bayern Monaco II | 38         | 4          |                 | -               | -               |                    | -                  | -                  |             | -           | -           | 38     | 4      |
| 2019-2020               | Bayern Monaco           | BL                      | 1          | 0          | CG              | 0               | 0               | UCL                | -                  | -                  | SG          | -           | -           | 1      | 0      |
| 2020-gen. 2021          | Bayern Monaco           | BL                      | 3          | 0          | CG              | 0               | 0               | UCL                | 3                  | 0                  | SG+SU+Cmc   | 1+0+0       | 0+0+0       | 7      | 0      |
| feb.-giu. 2021          | Hoffenheim              | BL                      | 11         | 0          | CG              | 0               | 0               | UEL                | 2                  | 0                  | -           | -           | -           | 13     | 0      |
| lug.-ago. 2021          | Bayern Monaco           | BL                      | 1          | 0          | CG              | 1               | 0               | UCL                | 0                  | 0                  | SG          | 0           | 0           | 2      | 0      |
| Totale Bayern Monaco    | Totale Bayern Monaco    | Totale Bayern Monaco    | 5          | 0          |                 | 1               | 0               |                    | 3                  | 0                  |             | 1           | 0           | 10     | 0      |
| set. 2021-2022          | Hoffenheim              | BL                      | 19         | 1          | CG              | 2               | 0               | -                  | -                  | -                  | -           | -           | -           | 21     | 1      |
| Totale Hoffenheim       | Totale Hoffenheim       | Totale Hoffenheim       | 30         | 1          |                 | 2               | 0               |                    | 2                  | 0                  |             | -           | -           | 34     | 1      |
| gen.-giu. 2023          | Crystal Palace          | PL                      | 9          | 0          | FACup           | 0+1             | 0+0             | -                  | -                  | -                  | -           | -           | -           | 10     | 0      |
| 2023-2024               | Crystal Palace          | PL                      | 26         | 1          | FACup+CdL       | 2+2             | 0+0             | -                  | -                  | -                  | -           | -           | -           | 30     | 1      |
| 2024-2025               | Crystal Palace          | PL                      | 24         | 1          | FACup+CdL       | 6+2             | 0+0             | -                  | -                  | -                  | -           | -           | -           | 32     | 1      |
| Totale Crystal Palace   | Totale Crystal Palace   | Totale Crystal Palace   | 59         | 2          |                 | 13              | 0               |                    | -                  | -                  |             | -           | -           | 72     | 2      |
| Totale carriera         | Totale carriera         | Totale carriera         | 132        | 7          |                 | 16              | 0               |                    | 5                  | 0                  |             | 1           | 0           | 154    | 7      |

### Cronologia presenze e reti in nazionale
| Cronologia completa delle presenze e delle reti in nazionale ― Stati Uniti | Cronologia completa delle presenze e delle reti in nazionale ― Stati Uniti | Cronologia completa delle presenze e delle reti in nazionale ― Stati Uniti | Cronologia completa delle presenze e delle reti in nazionale ― Stati Uniti | Cronologia completa delle presenze e delle reti in nazionale ― Stati Uniti | Cronologia completa delle presenze e delle reti in nazionale ― Stati Uniti | Cronologia completa delle presenze e delle reti in nazionale ― Stati Uniti | Cronologia completa delle presenze e delle reti in nazionale ― Stati Uniti |
| Data                                                                       | Città                                                                      | In casa                                                                    | Risultato                                                                  | Ospiti                                                                     | Competizione                                                               | Reti                                                                       | Note                                                                       |
| -------------------------------------------------------------------------- | -------------------------------------------------------------------------- | -------------------------------------------------------------------------- | -------------------------------------------------------------------------- | -------------------------------------------------------------------------- | -------------------------------------------------------------------------- | -------------------------------------------------------------------------- | -------------------------------------------------------------------------- |
| 16-11-2020                                                                 | Wiener Neustadt                                                            | Stati Uniti                                                                | 6 – 2                                                                      | Panama                                                                     | Amichevole                                                                 | -                                                                          | 77’                                                                        |
| 25-3-2021                                                                  | Wiener Neustadt                                                            | Stati Uniti                                                                | 4 – 1                                                                      | Giamaica                                                                   | Amichevole                                                                 | -                                                                          | 46’                                                                        |
| 28-3-2021                                                                  | Belfast                                                                    | Irlanda del Nord                                                           | 1 – 2                                                                      | Stati Uniti                                                                | Amichevole                                                                 | -                                                                          | 65’                                                                        |
| 13-10-2021                                                                 | Columbus                                                                   | Stati Uniti                                                                | 2 – 1                                                                      | Costa Rica                                                                 | Qual. Mondiali 2022                                                        | -                                                                          |                                                                            |
| 12-11-2021                                                                 | Cincinnati                                                                 | Stati Uniti                                                                | 2 – 0                                                                      | Messico                                                                    | Qual. Mondiali 2022                                                        | -                                                                          | 90+1’                                                                      |
| 16-11-2021                                                                 | Kingston                                                                   | Giamaica                                                                   | 1 – 1                                                                      | Stati Uniti                                                                | Qual. Mondiali 2022                                                        | -                                                                          |                                                                            |
| 27-1-2022                                                                  | Columbus                                                                   | Stati Uniti                                                                | 1 – 0                                                                      | El Salvador                                                                | Qual. Mondiali 2022                                                        | -                                                                          |                                                                            |
| 30-1-2022                                                                  | Hamilton                                                                   | Canada                                                                     | 2 – 0                                                                      | Stati Uniti                                                                | Qual. Mondiali 2022                                                        | -                                                                          |                                                                            |
| 15-6-2023                                                                  | Paradise                                                                   | Stati Uniti                                                                | 3 – 0                                                                      | Messico                                                                    | CONCACAF Nations League 2022-2023 - Semifinale                             | -                                                                          | 86’                                                                        |
| 18-6-2023                                                                  | Paradise                                                                   | Canada                                                                     | 0 – 2                                                                      | Stati Uniti                                                                | CONCACAF Nations League 2022-2023 - Finale                                 | 1                                                                          |                                                                            |
| 9-9-2023                                                                   | St. Louis                                                                  | Stati Uniti                                                                | 3 – 0                                                                      | Uzbekistan                                                                 | Amichevole                                                                 | -                                                                          | 49’ 64’                                                                    |
| 12-9-2023                                                                  | Saint Paul                                                                 | Stati Uniti                                                                | 4 – 0                                                                      | Oman                                                                       | Amichevole                                                                 | -                                                                          | 71’                                                                        |
| 14-10-2023                                                                 | East Hartford                                                              | Stati Uniti                                                                | 1 – 3                                                                      | Germania                                                                   | Amichevole                                                                 | -                                                                          | 66’                                                                        |
| 17-10-2023                                                                 | Nashville                                                                  | Stati Uniti                                                                | 4 – 0                                                                      | Ghana                                                                      | Amichevole                                                                 | -                                                                          | 72’                                                                        |
| 21-3-2024                                                                  | Arlington                                                                  | Stati Uniti                                                                | 3 – 1 dts                                                                  | Giamaica                                                                   | CONCACAF Nations League 2023-2024 - Semifinale                             | -                                                                          |                                                                            |
| 24-3-2024                                                                  | Arlington                                                                  | Stati Uniti                                                                | 2 – 0                                                                      | Messico                                                                    | CONCACAF Nations League 2023-2024 - Finale                                 | -                                                                          |                                                                            |
| 8-6-2024                                                                   | Landover                                                                   | Stati Uniti                                                                | 1 – 5                                                                      | Colombia                                                                   | Amichevole                                                                 | -                                                                          |                                                                            |
| 12-6-2024                                                                  | Orlando                                                                    | Stati Uniti                                                                | 1 – 1                                                                      | Brasile                                                                    | Amichevole                                                                 | -                                                                          |                                                                            |
| 23-6-2024                                                                  | Arlington                                                                  | Stati Uniti                                                                | 2 – 0                                                                      | Bolivia                                                                    | Coppa America 2024 - 1º turno                                              | -                                                                          |                                                                            |
| 27-6-2024                                                                  | Atlanta                                                                    | Panama                                                                     | 2 – 1                                                                      | Stati Uniti                                                                | Coppa America 2024 - 1º turno                                              | -                                                                          | 89’                                                                        |
| 1-7-2024                                                                   | Kansas City                                                                | Stati Uniti                                                                | 0 – 1                                                                      | Uruguay                                                                    | Coppa America 2024 - 1º turno                                              | -                                                                          | 33’                                                                        |
| 7-9-2024                                                                   | Orlando                                                                    | Stati Uniti                                                                | 1 – 2                                                                      | Canada                                                                     | Amichevole                                                                 | -                                                                          |                                                                            |
| 10-9-2024                                                                  | Cincinnati                                                                 | Stati Uniti                                                                | 1 – 1                                                                      | Nuova Zelanda                                                              | Amichevole                                                                 | -                                                                          | cap.                                                                       |
| 20-3-2025                                                                  | Inglewood                                                                  | Stati Uniti                                                                | 0 – 1                                                                      | Panama                                                                     | CONCACAF Nations League 2024-2025 - Semifinale                             | -                                                                          | 72’ 79’                                                                    |
| 7-6-2025                                                                   | East Hartford                                                              | Stati Uniti                                                                | 1 – 2                                                                      | Turchia                                                                    | Amichevole                                                                 | -                                                                          | cap.                                                                       |
| 15-6-2025                                                                  | San Jose                                                                   | Stati Uniti                                                                | 5 – 0                                                                      | Trinidad e Tobago                                                          | Gold Cup 2025 - 1º turno                                                   | -                                                                          | 87’                                                                        |
| 19-6-2025                                                                  | Austin                                                                     | Arabia Saudita                                                             | 0 – 1                                                                      | Stati Uniti                                                                | Gold Cup 2025 - 1º turno                                                   | 1                                                                          |                                                                            |
| 22-6-2025                                                                  | Arlington                                                                  | Stati Uniti                                                                | 2 – 1                                                                      | Haiti                                                                      | Gold Cup 2025 - 1° turno                                                   | -                                                                          |                                                                            |
| 29-6-2025                                                                  | Minneapolis                                                                | Stati Uniti                                                                | 2 – 2 (4 – 3 dtr)                                                          | Costa Rica                                                                 | Gold Cup 2025 - Quarti di finale                                           | -                                                                          | 38’                                                                        |
| 2-7-2025                                                                   | St. Louis                                                                  | Stati Uniti                                                                | 2 – 1                                                                      | Guatemala                                                                  | Gold Cup 2025 - Semifinale                                                 | -                                                                          | 45+1’                                                                      |
| 6-7-2025                                                                   | Houston                                                                    | Stati Uniti                                                                | 1 – 2                                                                      | Messico                                                                    | Gold Cup 2025 - Finale                                                     | 1                                                                          |                                                                            |
| Totale                                                                     |                                                                            | Presenze                                                                   | 31                                                                         |                                                                            | Reti                                                                       | 3                                                                          |                                                                            |

## Palmarès

### Club

#### Competizioni nazionali
- Campionato tedesco: 3

Bayern Monaco: 2019-2020, 2020-2021, 2021-2022
- Supercoppa di Germania: 2

Bayern Monaco: 2020, 2021
- 3. Liga: 1

Bayern Monaco II: 2019-2020
- Coppa d'Inghilterra: 1

Crystal Palace: 2024-2025
- Community Shield: 1

Crystal Palace:2025

#### Competizioni internazionali
- Supercoppa UEFA: 1

Bayern Monaco: 2020

### Nazionale
- CONCACAF Nations League: 2

2022-2023, 2023-2024